# قناة إس آي سي
قناة إس آي سي (بالبرتغالية: SIC‏) (اختصار الاسم Sociedade Independente de Comunicação) ("شركة الاتصالات المستقلة") هي شبكة تليفزيونية وإعلامية برتغالية، تم إطلاقها في 6 أكتوبر 1992. القناة مملوكة لشركة Impresa.